# Rhoptropus taeniostictus
Espèce
Rhoptropus taeniostictus est une espèce de geckos de la famille des Gekkonidae.

## Répartition
Cette espèce est endémique de la province de Namibe en Angola.

## Description
Rhoptropus taeniostictus mesure jusqu'à 65 mm, queue non comprise.
C'est un insectivore diurne terrestre.

## Publication originale
- Laurent, 1964 : Reptiles et batraciens de l'Angola (troisième note). Companhia de Diamantes de Angola (Diamang), Serviços Culturais, Museu do Dundo (Angola), n. 67, p. 165.